# Кижское восстание

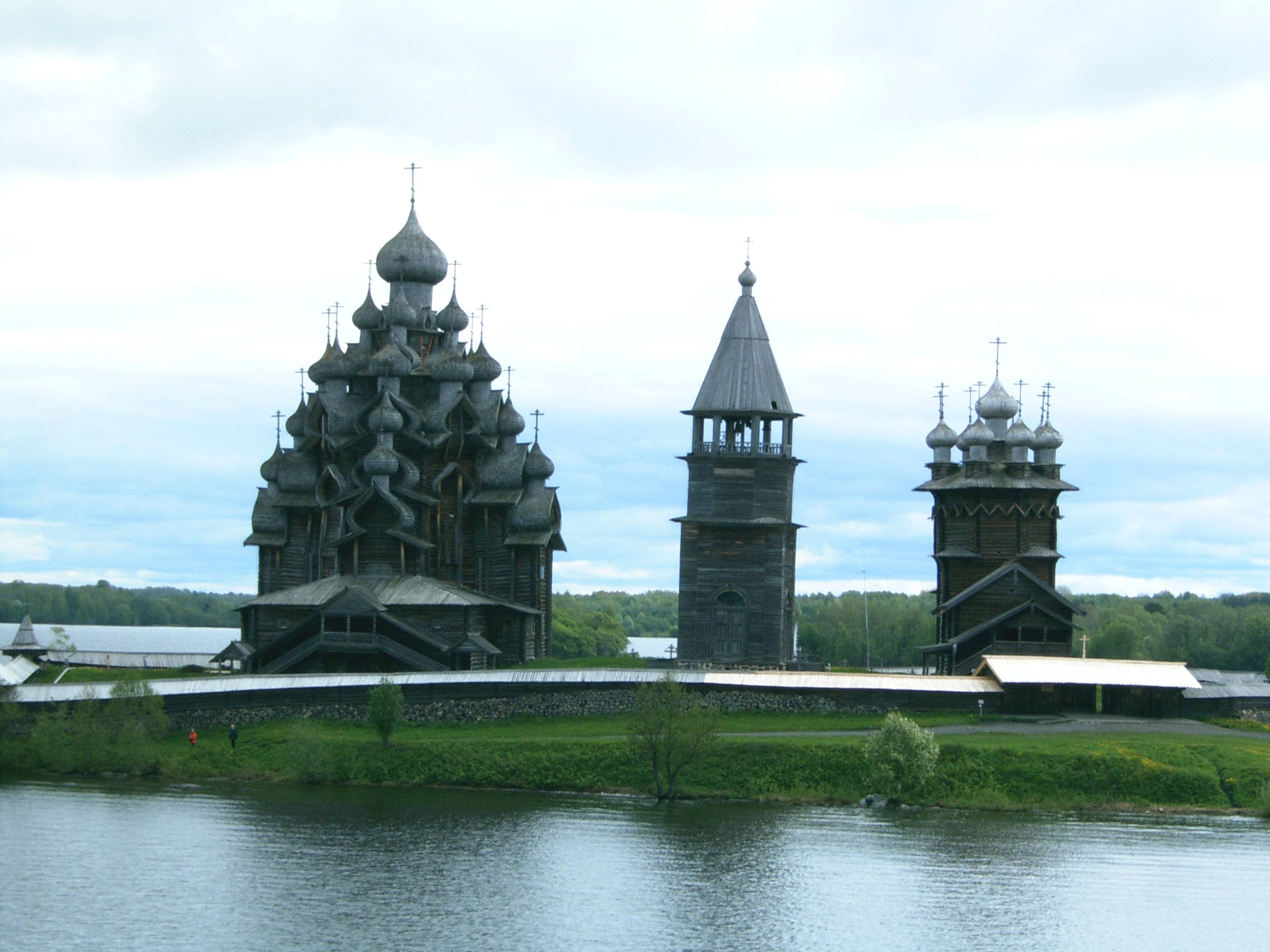
Кижский погост

Ки́жское восстание, ки́жские восстания — протестное движение государственных крестьян, приписанных к Олонецким горным заводам (Карелия) в период 1680—1770 годов, вызванное усилением феодальной эксплуатации в форме обязательных работ на заводах.

## История восстаний

### XVII век
Первые чугунолитейные заводы (Спировский, Устьрецкий, Феймогубский, Лижемский, Кедрозерский) были основаны в Заонежье в 1670—1690-х годах и к 1680-м годам находились во владении датского дипломатического резидента и предпринимателя Генриха Бутенанта, известного в исторической науке под именем Бутенант фон Розенбуш. Сырьевой базой предприятий служили месторождения озёрных и болотных руд.
С ростом производства, Олонецкие горные заводы Бутенанта испытывали нехватку наёмных работников. По просьбе управления заводов, правительство приписало крестьян Кижского погоста к заводским работам (рубка дров, жжение угля, заготовка руды). По существу, в Заонежье распространилась одна из самых тяжёлых форм феодальной эксплуатации: труд приписных крестьян на заводских работах соответствовал барщине в частновладельческом секторе сельского хозяйства.
В 1684 году кижане во главе со старостой Константином Поповым напали на Устьрецкий завод в Фоймогубской волости и частично его разрушили.
Из челобитной Бутенанта в Пушкарский приказ:

« … В нынешнем, государи, во 7192 году генваря в 8 день приезжал он, Констянтин Семенов сын Попов, воровским вымыслом на наши Олонецкие заводишки на Усть реку многолюдством с пищальми, и з бердышами, и с рогатинами, и с кистенями. Прикащика нашего иноземца Андрея Кастропа, рогатиной поколол…»

Подавил бунт присланный отряд стрельцов.
В 1694—1696 годах очередное восстание возглавил состоятельный посадский человек Григорий Тимофеев (родом из местной деревни Филипповской) и богатая верхушка кижан, которым заводские работы грозили разорением. Кижане послали в Москву ходоков с челобитьем-протестом, для восстановления своих прав черносошных крестьян. В ответ на жалобу «ослушников», весной 1695 года правительство направило в Заонежье стрелецкий отряд под началом стольника Преображенского приказа Афанасия Бренчанинова и подьячего Новгородского приказа Петра Курбатова. Были арестованы старосты Кижского погоста, но кижанам удалось освободить своих вожаков. В следующем 1696 году дополнительно прибыл ещё один отряд стрельцов в 300 человек при трёх пушках. Устрашающие меры позволили осуществить приписку крестьян Кижского погоста к Олонецким горным заводам, которые все два года восстания, не работали. Правительству было важно восстановить производство, поставлявшее пушки в казну, поэтому репрессивных мер к восставшим не применялось.

### XVIII век

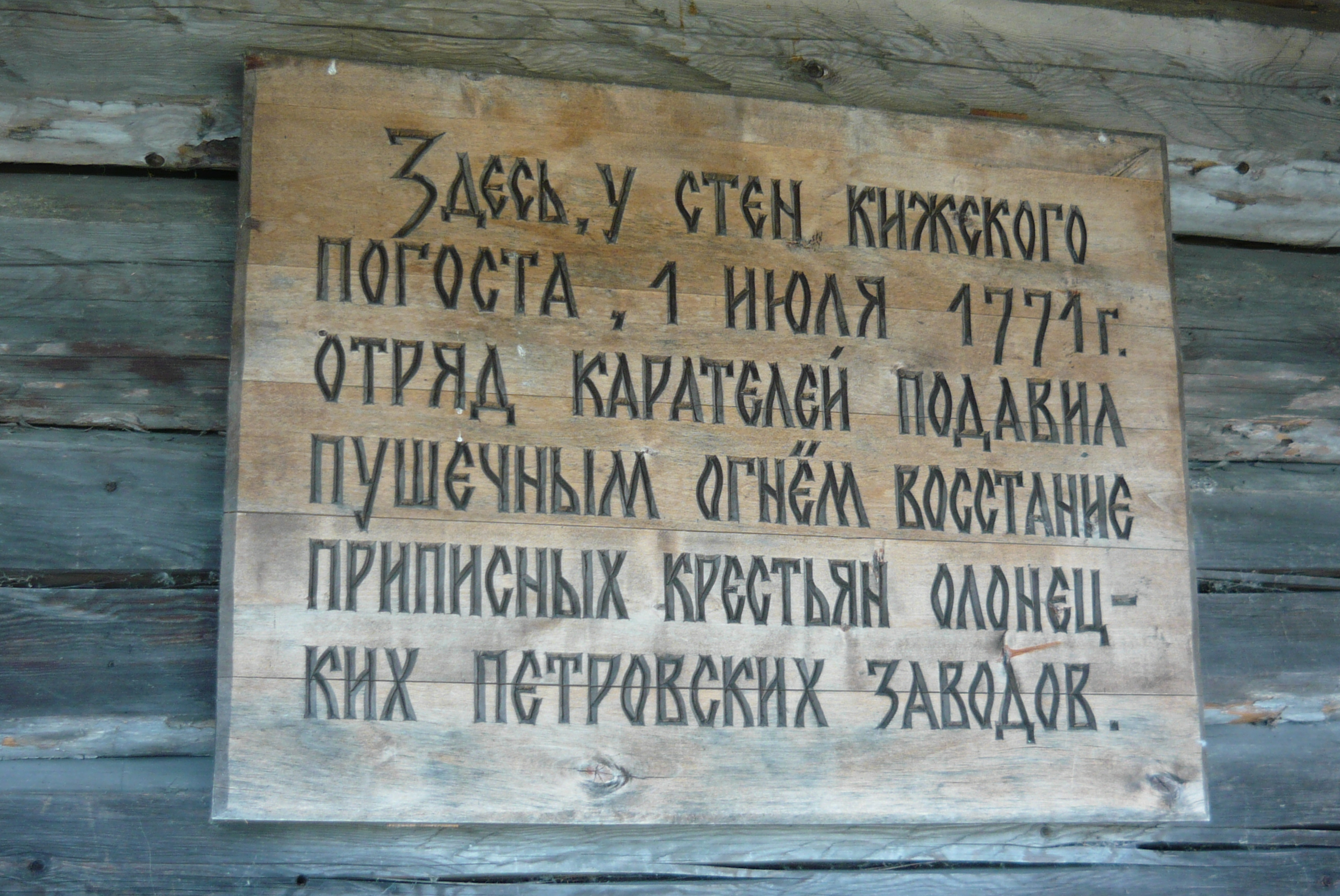
о. Кижи. Мемориальная доска о Кижском восстании 1771 года.

Самым крупным явилось восстание 1769—1771 годов. Поводом к восстанию послужил сенатский указ, предусматривавший увеличение оброчных и подушных платежей, которые необходимо было отработать на заводах, перешедших к этому времени в казну.
Осенью 1769 года крестьяне Заонежья отказались от выполнения заводских повинностей. В Санкт-Петербург была направлена первая делегация челобитчиков во главе с кижским крестьянином Емельяном Калистратовым.
В июне 1770 года в Санкт-Петербург была направлена вторая делегация челобитчиков от деревень, охваченных волнениями. «Общенародная челобитная» с требованием снижения платежей, была подписана около 500-ми выборщиками от деревень Заонежья. К осени 1770 года казённые предприятия Олонецкого горного округа были полностью остановлены. В феврале-марте 1771 года, в ожидании репрессий от властей, на дорогах Заонежья решением крестьянских сходов были выставлены заставы и организованы вооружённые отряды.
Отказ крестьян выполнять заводские работы поставил под угрозу деятельность горных заводов. 3 апреля 1771 года Екатерина II издала указ «Об усмирении беспокойств, происшедших между олонецкими крестьянами». В июне 1771 года карательный отряд под командованием полковника князя Александра Урусова, состоявший из трёх рот и артиллерийской команды, прибыл в Кижи.
Из рапорта следственной комиссии Правительствующему Сенату:

…Следственная комиссия повелели дать генерал-майору Лыкошину воинские команды: при капитане Ламздорфе состоящую во сте человеках, а ныне и умножить оную двумя ротами и двумя пушками под командою псковского пехотного полку полковника князя Урусова … он же господин полковник с предписанною командою сюда уже прибыл…
… и противными поныне состоят Кижская и Великогубская трети, Толвуйский погост, Типиницкая, Вырозерская, Кузаранская, Фоймогубская и Тубозерская волости, да в Корельской трети десятки: Горской, Кокоринской, Кедрозерской, Лижемской, Михеевой селги, Ямской, Лепешева острова, Куткостровской, Колвостровской, Ватнаволоцкой, Лукинской, Илемской селги, Чеболожской, Гангозерской, в которых во всех погостах, волостях и десятках по ревизии мужеска полу 7901 душа. (1771 г., июня 20)…

Когда у ограды Преображенской церкви Кижского погоста собралось около 2000 крестьян, карательному отряду, с применением артиллерии, удалось сломить сопротивление, восстание было подавлено.
11 января 1772 года в Петровской слободе, в присутствии крестьян «со всех волостей согнанных для устрашения», на так называемом «лобном месте» состоялась показательная расправа над арестованными организаторами и активистами восстания.
Руководители восстания крестьяне Климент Алексеевич Соболев из деревни Романовская Толвуйского погоста, Семён Костин, Андрей Сальников были «наказаны кнутом с вырезанием ноздрей и с поставлением знаков» и сосланы на вечную каторгу в Сибирь, на Нерчинские рудники. Десятки крестьян после публичной порки кнутом были отправлены на каторжные работы, отданы в рекруты.
Многие участники восстания, избежавшие ареста, укрылись в лесах и, поддерживаемые местным населением, организовали партизанские отряды.
Кижское восстание было одним из предвестников крупнейшей в истории России крестьянской войны под руководством Е. И. Пугачёва (1773—1775 годов).
Недовольство приписных крестьян заводскими повинностями, выражавшееся в локальных неисполнениях повинностей, не прекращалось до полной отмены повинностей на Олонецких горных заводах в середине XIX века.